# Sudans præsidenter
Sudan blev uafhængig i 1956. Sudans præsidenter og statsoverhoveder har været:

## Udvalg(1956-58)
Tekst mangler, hjælp os med at skrive teksten

### Præsidenter (1958-64)
- Ibrahim Abboud (1958-64)
- Sirr al-Khatim al-Khalifa (1964)

## Udvalg(1964-65)
Tekst mangler, hjælp os med at skrive teksten

## Statsoverhoveder (1965-93)
- Ismail al-Azhari (1965-69)
- Gaafar Nimeiry (1969-85)
- Abdel Rahman Swar al-Dahab (1985-86)
- Ahmed al-Mirghani (1986-89)
- Omar al-Bashir (1989-93)

## Præsidenter (1993 – )
- Omar al-Bashir (1993 – )